# بيت النعمان
بيت النعمان يقع بولاية بركاء في منطقة الباطنة، وقد بناه الإمام سيف بن سلطان اليعربي الملقب بـ«قيد الأرض» يعتبر تشييد بيت النعمان أحد المنجزات الكثيرة للنهضة السياسية والاقتصادية التي شهدتها عمان في فترة إمامة اليعاربة.

## استراحة للمسافرين
لقد ظل هذا المعقل يستخدم كسكن لإستراحة المسافرين من 1624-1741 الشخصيات 
البارزة والأعيان وموقف لإحتفالات المحاربين حتى عقود قليلة خلت.

## مواضيع متعلقة
- قلاع وحصون عمان